# Файнзильберг, Михаил Павлович
Михаил Павлович Файнзильберг (6 мая 1954, Кемерово — 3 октября 2021) — советский музыкант, певец, композитор и аранжировщик. Создатель и участник группы «Круг».

## Биография
Свою музыкальную деятельность начал в качестве барабанщика в группе Стаса Намина «Цветы», куда он был приглашен из города Кемерово. В апреле 1981 года вместе с четырьмя музыкантами: Игорем Сарухановым, Владимиром Васильевым и Александром Слизуновым — организовали собственный ансамбль, назвав его «Круг» В 1987 году группа работала в Омской филармонии. Музыкальным руководителем был Михаил, а бригадиром (как тогда назывались администраторы) Геннадий Руссу (будущий директор театра Аллы Пугачевой).
Был женат на Татьяне Квардаковой, бывшей до этого женой Игоря Андропова (к которому впоследствии вернулась).
Когда группа «Круг» стала историей, Михаил Файнзильберг продолжил собственный творческий путь. Результатом поисков и странствий композитора после участия в музыкальных проектах в Швеции, Израиле, США, стал выпущенный в 1996 году альбом «Скиталец», записанный в Тель-Авиве.
Жил в Майами. Он стал единственным музыкантом из России в проекте «Звезды против терроризма», памяти жертв трагедии 11 сентября с участием Ленни Кравица, Глории Эстефан и других мировых звёзд. Вернулся из США в Россию, занимался сольной карьерой, принимал участие в музыкальных ретро-проектах.
Принял монашеский постриг [когда?]. Был  звонарём и служащим Храма Иконы Божьей Матери в Ховрино. Проходил послушание в Лавре Саввы Освященного в Иудейской пустыне (Израиль).
Скончался 3 октября 2021 года.

## Дискография
- Скиталец — Михаил Файнзильберг. Группа «Круг» 10 лет спустя (1995 — CD).
- Соль земли (авторский сборник) — (2015 — CD, Бомба-Питер).

## Видео
- Михаил Файнзильберг в телепередаче «Рождённые в СССР» (2016).